# 다나카 도시야 (1984년)
다나카 도시야(일본어: 田中 俊也, 1984년 11월 12일 ~ )는 일본의 전직 축구 선수로 현역 시절 산프레체 히로시마, 에히메 FC, 츠바이겐 가나자와 등에서 공격수로 활동했다.

## 선수 시절
1984년 11월 12일 일본 이시카와현 가나자와시 출생으로 2003년 산프레체 히로시마 입단을 통해 프로에 입문했지만 히로시마에서의 출전 기록은 2004 시즌 공식전 7경기 1골이 전부였고 결국 2005 시즌 중반 에히메 FC로 이적하여 팀의 2005 시즌 일본 풋볼 리그 우승 및 J2리그 승격에 기여했다.
그리고 2007 시즌 천황배를 통해 처음으로 컵대회에 참가하여 J1리그의 강호이자 천황배 2연속 챔피언에 빛나는 우라와 레즈를 32강전에서 2-0으로 꺾는 최대 이변을 일으켰고 16강에서는 같은 J2리그의 요코하마 FC를 꺾고 8강에 오르며 에히메 구단 역사상 천황배에서의 역대 최고 성적에 기여하는 등 2009 시즌까지 공식전 172경기 37골을 기록했다.
그 후 2009 시즌을 마친 뒤 고향팀인 츠바이겐 가나자와로 이적하여 2010 시즌 리그 12경기 2골의 기록을 남겼고 2010 시즌 종료 후 불과 26세의 젊은 나이에 7년간의 짧은 프로 선수 생활을 마무리했다.

## 수상
에히메 FC
- 일본 풋볼 리그 : 우승 (2005)